# High Cross (Leicestershire)

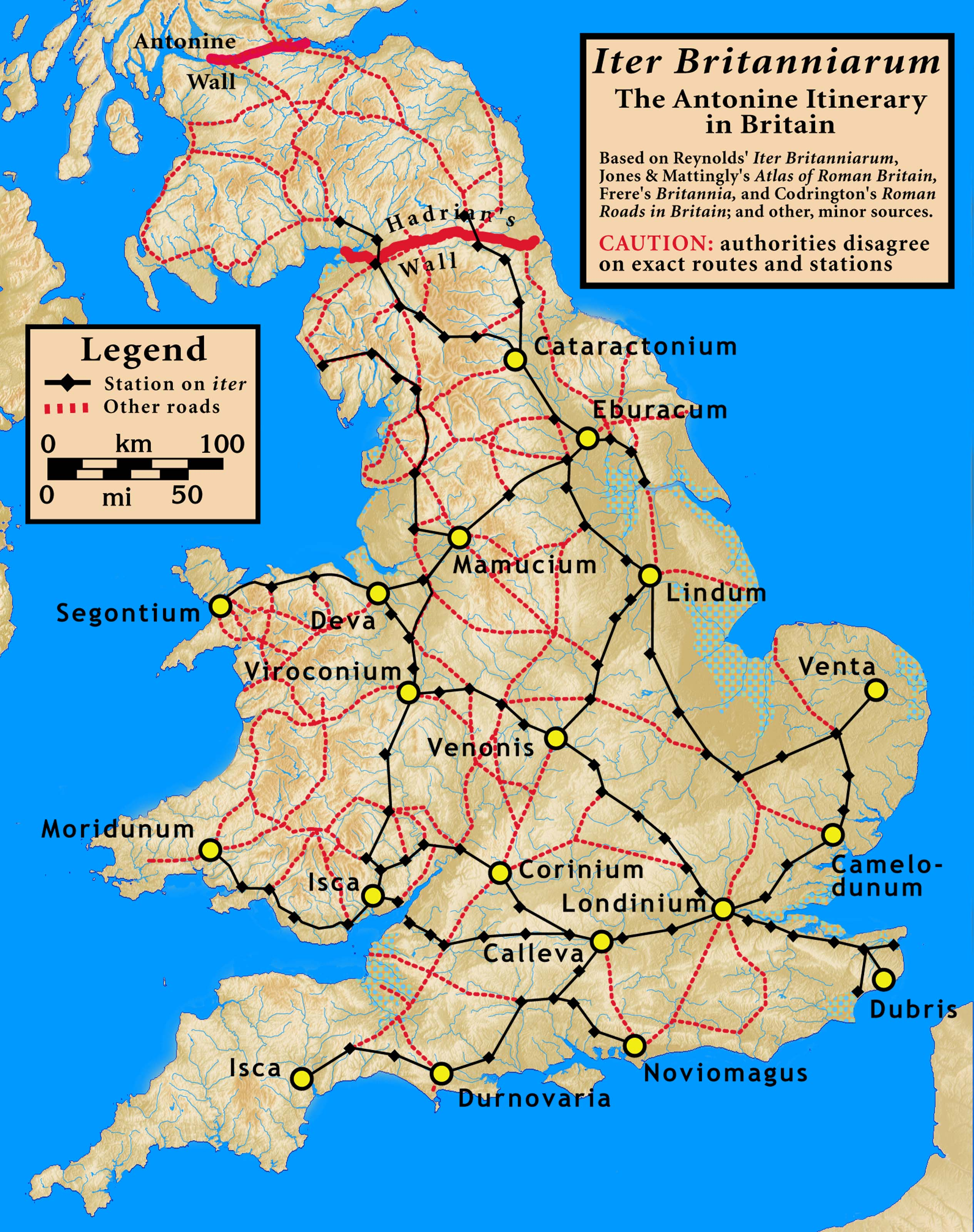
Mapa dróg rzymskich z High Cross oznaczonym jako Venonis

High Cross – nazwa nadana miejscu, w którym krzyżowały się dwie ważne drogi rzymskie: Fosse Way i Watling Street. Znajduje się w Leicestershire w Anglii, około 1,5 km na zachód od wsi Claybrooke Magna. W czasach rzymskich w tym samym miejscu znajdował się prawdopodobnie rzymski fort Venonae lub Venonis.